# Jacques Stany
Jacques Stany, pseudonimo di Jacob Stanislawski (Minsk, 4 aprile 1930 – Roma, 19 luglio 2016), è stato un attore e doppiatore bielorusso naturalizzato francese.
Ha recitato per la maggior parte della sua carriera in Italia.

## Biografia
Jacques Stany è ricordato in Italia soprattutto per le sue partecipazioni ad alcune pellicole del filone della commedia sexy all'italiana con Lino Banfi, Alvaro Vitali, Edwige Fenech e Renzo Montagnani.
La carriera di Jacques Stany si è divisa tra vari generi: oltre alle commedie, ha recitato anche nel genere  mitologico, nei polizieschi e nei thriller. Ha lavorato con attori come Nino Manfredi e Christian De Sica; inoltre ha collaborato spesso con i registi Dario Argento e Dino Risi.
Una sua interpretazione rilevante è stata quella del sicario Saruzzo in Spaghetti a mezzanotte di Sergio Martino, in cui duetta insieme a Lino Banfi; l'attore non aveva nessuna battuta nel film.
Significativa anche la sua partecipazione al film Il sorpasso, in cui interpretava un giovane automobilista toscano che si picchiava con Vittorio Gassman.

## Filmografia

### Cinema
- Il coltello sotto la gola (Le Couteau sous la gorge), regia di Jacques Séverac (1955)
- I giganti della Tessaglia (Gli Argonauti), regia di Riccardo Freda (1960)
- Che gioia vivere, regia di René Clément (1961)
- Le sette spade del vendicatore, regia di Riccardo Freda (1962)
- Il sorpasso, regia di Dino Risi (1962)
- Venere imperiale, regia di Jean Delannoy (1963)
- Oro per i Cesari, regia di Sabatino Ciuffini (1963)
- Il fornaretto di Venezia, regia di Duccio Tessari (1963)
- Maciste gladiatore di Sparta, regia di Mario Caiano (1964)
- Il trionfo di Ercole, regia di Alberto De Martino (1964)
- Il castello dei morti vivi, regia di Luciano Ricci e Lorenzo Sabatini (1964)
- Il colonnello Von Ryan (Von Ryan's Express), regia di Mark Robson (1965)
- La violenza e l'amore regia di Adimaro Sala (1965)
- Tecnica di un omicidio, regia di Franco Prosperi (1966)
- Per pochi dollari ancora, regia di Giorgio Ferroni (1966)
- Cifrato speciale, regia di Pino Mercanti (1966)
- Il cobra, regia di Mario Sequi (1967)
- Il castello di carte (House of Cards), regia di John Guillermin (1968)
- Ora X - Pattuglia suicida, regia di Gaetano Quartararo (1969)
- L'ultimo colpo, regia di Claude Carliez (1969)
- L'arcangelo, regia di Giorgio Capitani (1969)
- Orgasmo, regia di Umberto Lenzi (1969)
- Vedo nudo, regia di Dino Risi (1969)
- Paranoia, regia di Umberto Lenzi (1970)
- I lupi attaccano in branco, regia di Phil Karlson e Franco Cirino (1970)
- La moglie del prete, regia di Dino Risi (1971)
- Il gatto a nove code, regia di Dario Argento (1971)
- Un posto ideale per uccidere, regia di Umberto Lenzi (1971)
- Noi donne siamo fatte così, regia di Dino Risi (1971)
- 4 mosche di velluto grigio, regia di Dario Argento (1971)
- Il caso Pisciotta, regia di Eriprando Visconti (1972)
- Servo suo, regia di Romano Scavolini (1973)
- Carnalità, regia di Alfredo Rizzo (1974)
- Tous les chemins mènent à l'homme, regia di Jack Guy (1974)
- Mahogany, regia di Barry Gordy (1975)
- Sorbole... che romagnola, regia di Alfredo Rizzo (1976)
- Calamo, regia di Massimo Pirri (1976)
- Calde labbra, regia di Demofilo Fidani (1976)
- Nina (A Matter of Time), regia di Vincente Minnelli (1976)
- I peccati di una giovane moglie di campagna, regia di Alfredo Rizzo (1977)
- Tänzerinnen für Tanger, regia di Jack Guy (1977)
- La soldatessa alla visita militare, regia di Nando Cicero (1977)
- Anno zero: guerra nello spazio, regia di Alfonso Brescia (1977)
- I peccati di una giovane moglie di campagna, regia di Alfredo Rizzo (1977)
- L'insegnante va in collegio, regia di Mariano Laurenti (1978)
- L'insegnante viene a casa, regia di Michele Massimo Tarantini (1978)
- La soldatessa alle grandi manovre, regia di Nando Cicero (1978)
- Il testimone (Le Témoin), regia di Jean-Pierre Mocky (1978)
- SuperAndy - Il fratello brutto di Superman, regia di Paolo Bianchini (1979)
- Il lupo e l'agnello, regia di Francesco Massaro (1980)
- La moglie in vacanza... l'amante in città, regia di Sergio Martino (1980)
- Casta e pura, regia di Salvatore Samperi (1981)
- Spaghetti a mezzanotte, regia di Sergio Martino (1981)
- La poliziotta a New York, regia di Michele Massimo Tarantini (1981)
- Morte in Vaticano, regia di Marcello Aliprandi (1982)
- Il sommergibile più pazzo del mondo, regia di Mariano Laurenti (1982)
- Violenza in un carcere femminile, regia di Bruno Mattei (1982)
- Assassinio al cimitero etrusco, regia di Sergio Martino (1982)
- Acapulco, prima spiaggia... a sinistra, regia di Sergio Martino (1983)
- Blade Violent - I violenti, regia di Bruno Mattei e Claudio Fragasso (1983)
- 2019 - Dopo la caduta di New York, regia di Sergio Martino (1983)
- Malombra, regia di Bruno Gaburro (1984)
- Maladonna, regia di Bruno Gaburro (1984)
- Hanna D. - La ragazza del Vondel Park, regia di Rino Di Silvestro (1984)
- Il peccato di Lola, regia di Bruno Gaburro (1985)
- Sogni erotici di Cleopatra, regia di Rino Di Silvestro (1985)
- Penombra, regia di Bruno Gaburro (1986)
- Montecarlo Gran Casinò, regia di Carlo Vanzina (1987)
- Basta! Adesso tocca a noi, regia di Luciano Emmer (1990)
- Il conte Max, regia di Christian De Sica (1991)
- 3, regia di Christian De Sica (1996)
- Una vita non violenta, regia di David Emmer (1999)

### Televisione
- Hercules and the Princess of Troy, regia di Albert Band (1965)
- Le spie – serie TV, episodio 3x09 (1967)
- Sam & Sally – serie TV, episodio 1x04 (1979)
- Storia d'amore e d'amicizia, regia di Franco Rossi – miniserie TV (1982)
- Aquile – serie TV (1990)
- Un commissario a Roma – serie TV (1993)
- Due volte vent'anni, regia di Livia Giampalmo (1995)

## Doppiaggio
- Frédéric De Pasquale ne Il soldato di ventura
- Gérard Darmon ne La teta y la luna
- Romano Puppo in Ho vinto la lotteria di capodanno
- attore caratterista (non identificato) in Eccezzziunale... veramente
- Henri in Fievel sbarca in America
- Gaston in Titanic - La leggenda continua (versione francese)

## Doppiatori italiani
- Antonio Guidi ne La moglie del prete
- Pino Colizzi in 4 mosche di velluto grigio
- Elio Zamuto ne La soldatessa alla visita militare
- Michele Gammino ne L'insegnante va in collegio
- Gianni Marzocchi ne L'insegnante viene a casa
- Luciano Melani ne Il testimone
- Carlo Baccarini ne La moglie in vacanza... l'amante in città
- Gianni Giuliano in Nina